# Ђорђије Копривица
Ђорђије Копривица (Копривице, 21. фебруар, 1967) српски је народни гуслар.

## Биографија
Припада братству Копривица црногорског племена Бањани. Има три сестре и шесторо браће. Почео је да гусла од 5. године.
Обишао је Канаду, Аустралију, САД и Европу захваљујући гуслама.
Опјевао је распад СФРЈ у спјевовима "Тече крвава Дрина" и још некима у којима поносно слави српске хероје Ратка Младића, Радована Караџића, стварање Републике Српске и остале српске националне интересе.

## Дискографија
ЦД
| - Усташки злочини у Пребиловцима - Женидба Баћа Мићуновића - Изворне пјесме - Ловћен зове: Вратите Капелу! - Смрт попа Мила Јововића - Без гусала разговора нема - Погибија Крста Поповића | - Јелена - Поздрав Романији - Радован Караџић - Комита Спасоје Тадић | - Војвода Павле Ђуришић - 27. Фестивал СЦГ и РС - Трагови мртве браће - Зидање Љубостиње | - Први српски устанак - Тече крвава Дрина - Српске славе - Васојевићи |